# نیکولاس هویدانکس
نیکولاس هویدانکس (به انگلیسی: Nicolaas Hoydonckx) ۲۹ دسامبر ۱۹۰۰ – ۴ فوریهٔ ۱۹۸۵) یک بازیکن فوتبال اهل بلژیک بود که در تاریخ ۱۲ فوریه ۱۹۲۸ میلادی اولین بازی ملی‌اش را مقابل تیم ملی فوتبال جمهوری ایرلند انجام داد. او در ۳۴ بازی ملی حضور داشت و جمعاً ۳۰۵۰ دقیقه برای تیم ملی فوتبال بلژیک به میدان رفت. نیکولاس هویدونک آخرین بازی ملی خود را در تاریخ ۲۶ نوامبر ۱۹۳۳ میلادی در برابر تیم ملی فوتبال دانمارک انجام داد. وی در بازی‌های ملی‌اش گلی به ثمر نرساند.